# قلعه آنکارا
قلعه آنکارا (به ترکی استانبولی: Ankara Kalesi) یک قلعه تاریخی در شهر آنکارا در ترکیه است. این بنا در قرن هشتم قبل از میلاد توسط فریجی‌ها تأسیس و در سال ۲۷۸ قبل از میلاد توسط گالتی‌ها بازسازی شد. در دوران امپراتوری روم، امپراتوری بیزانس، امپراتوری سلجوقی و امپراتوری عثمانی چندین بار مورد بازسازی قرار گرفت.

## نگارخانه

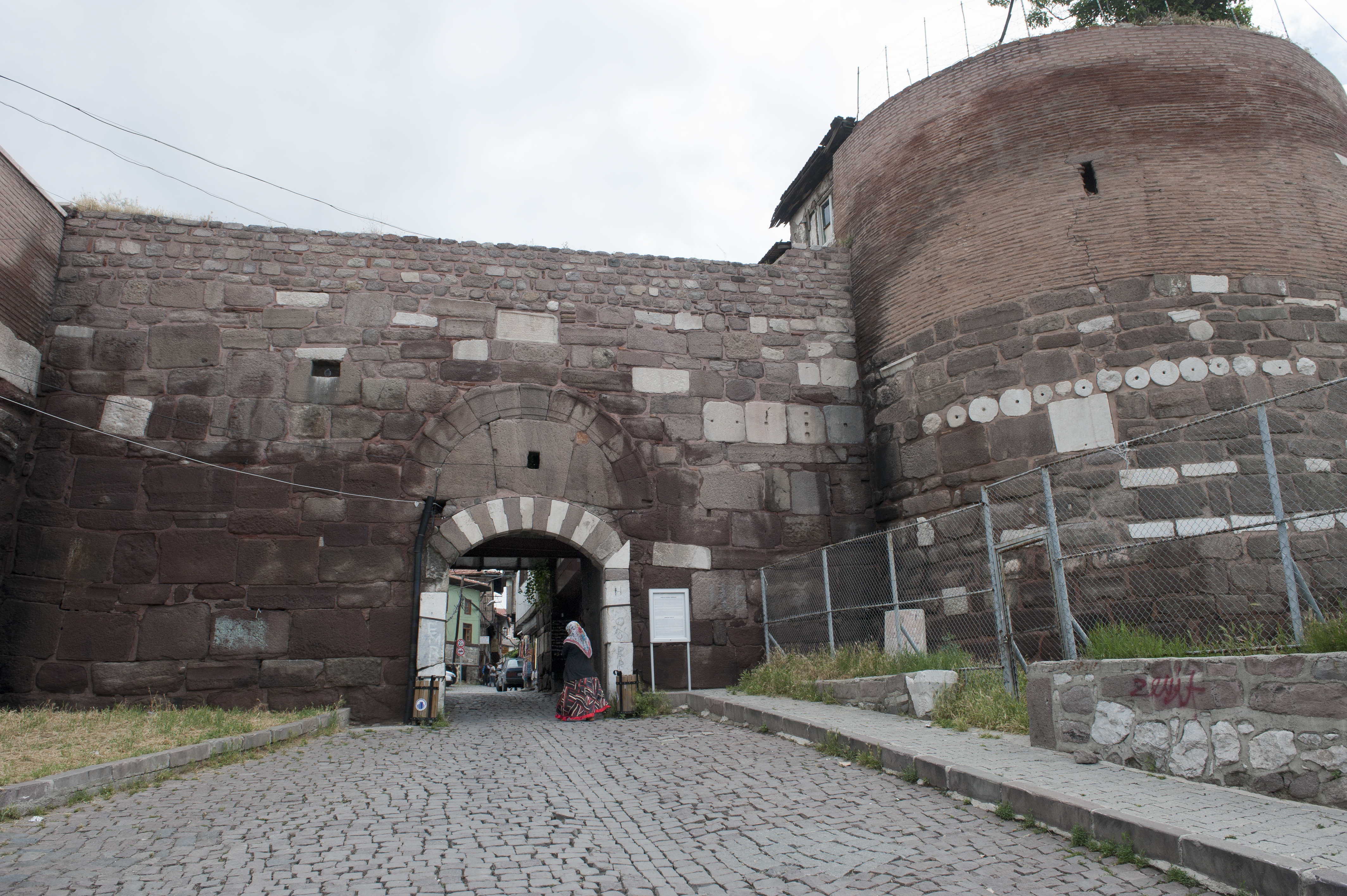
Ankara Castle Gate
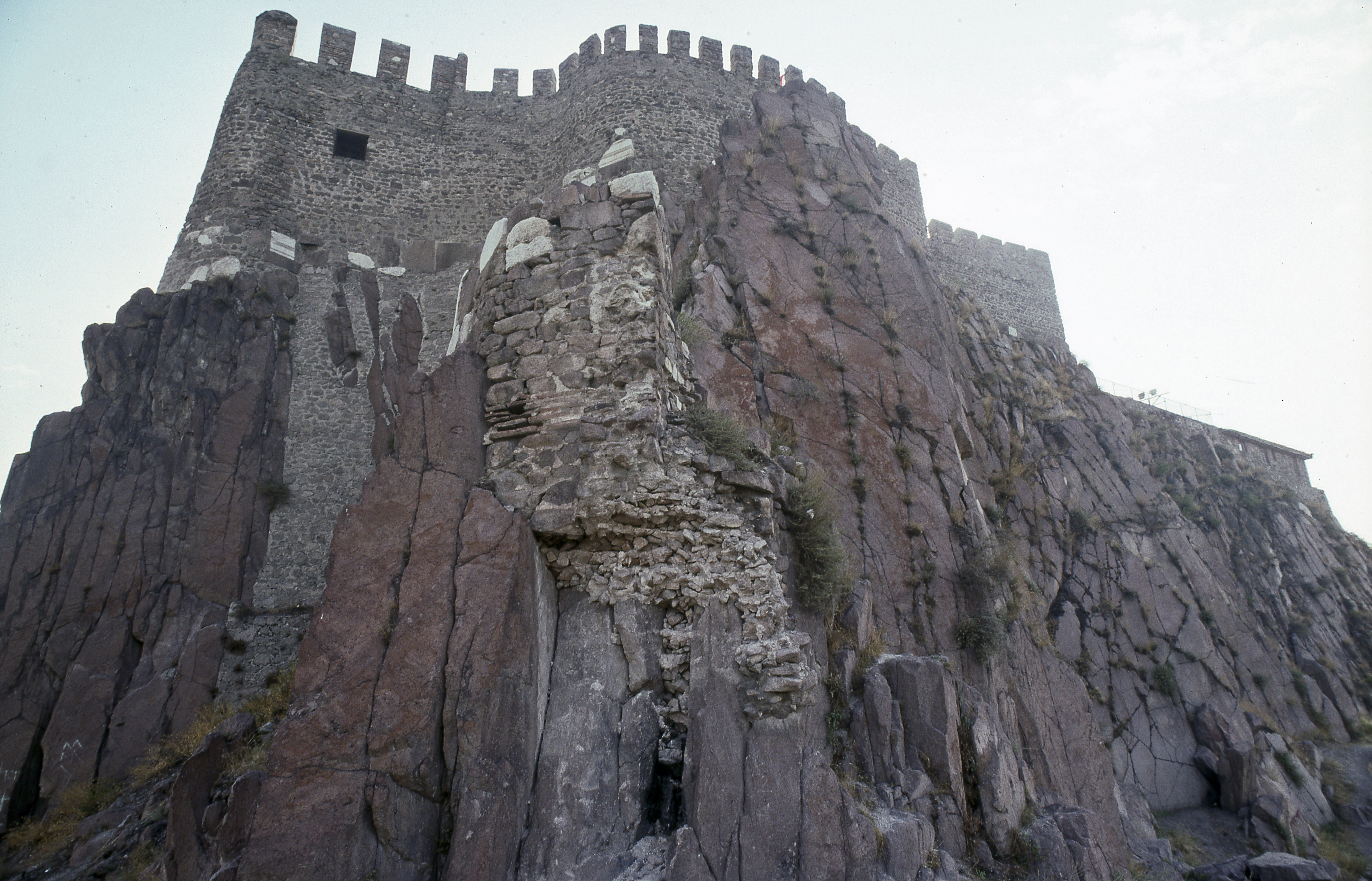
Ankara Castle Ak Kale
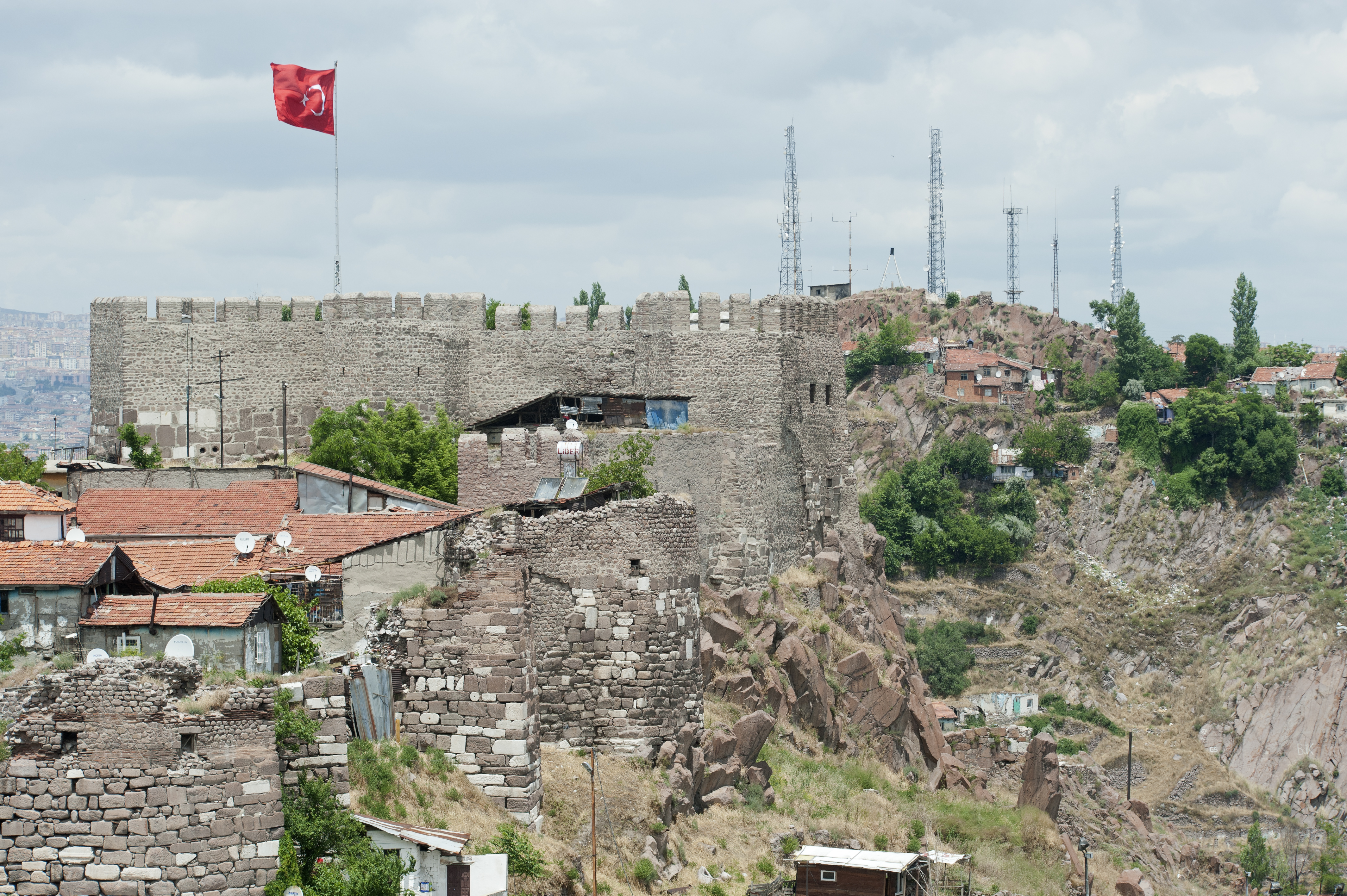
Ankara Castle Ak Kale
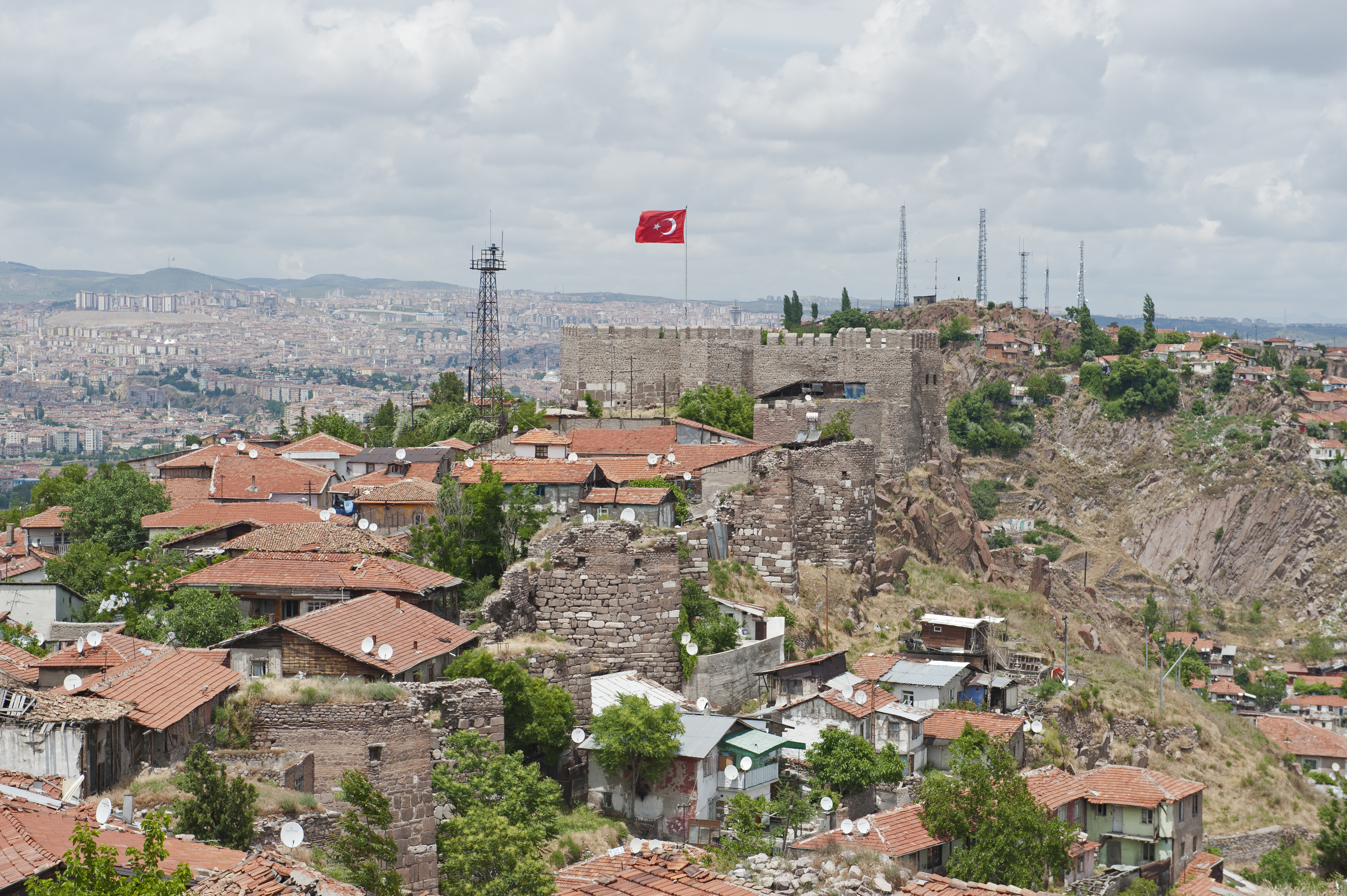
Ankara Castle View
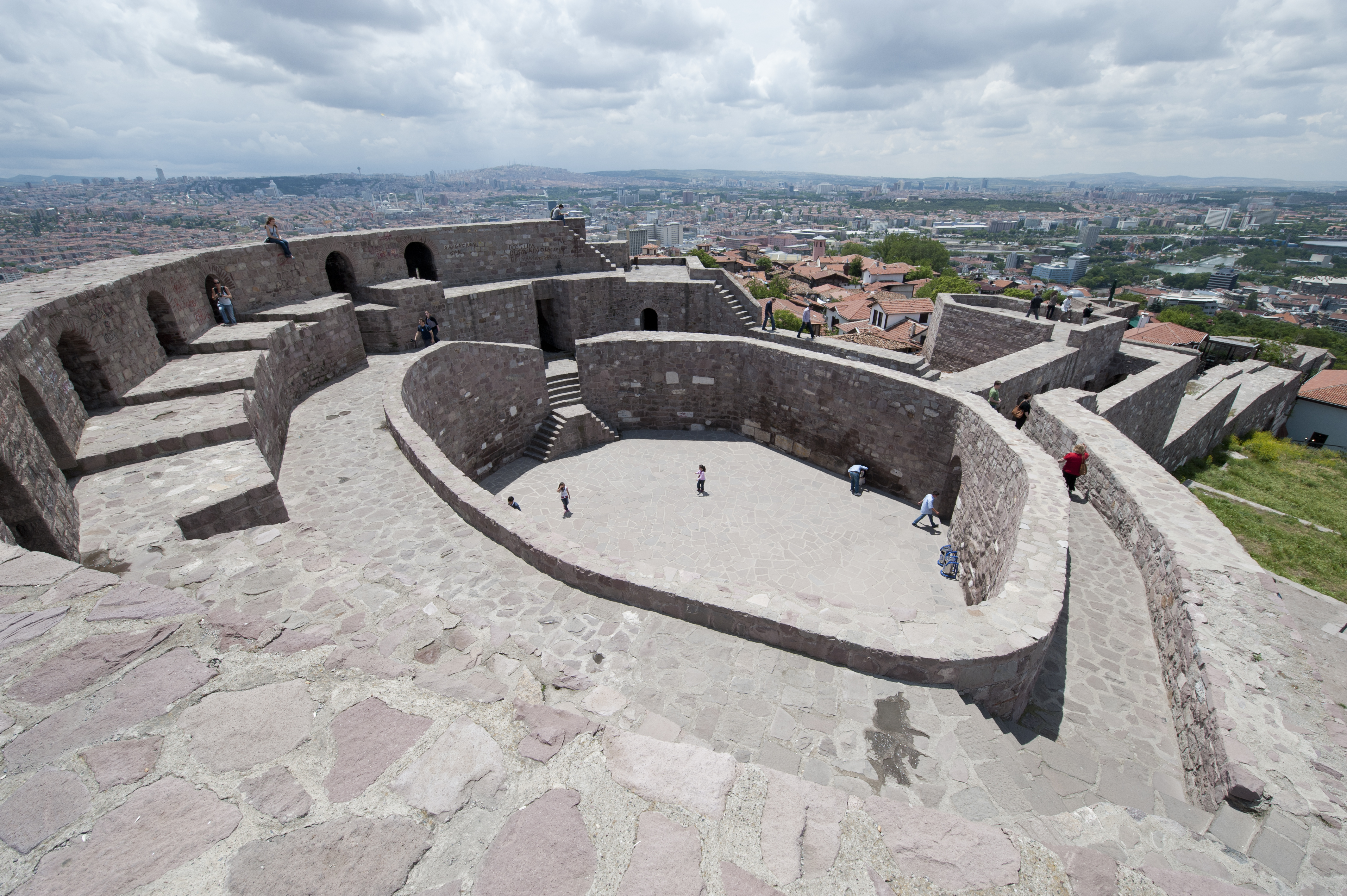
Ankara Castle Eastern Castle
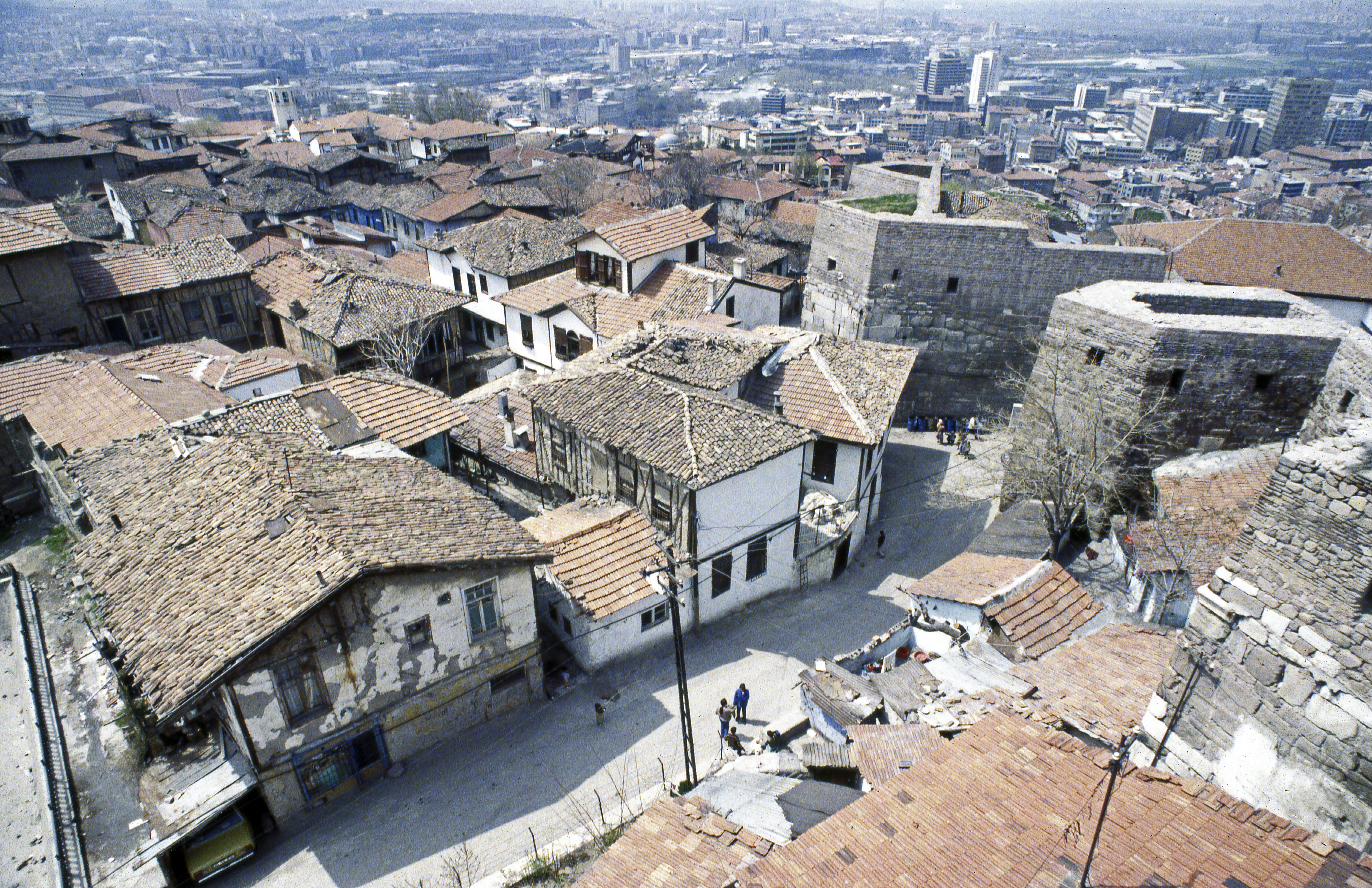
Ankara Castle Inner walls
Ankara Castle House
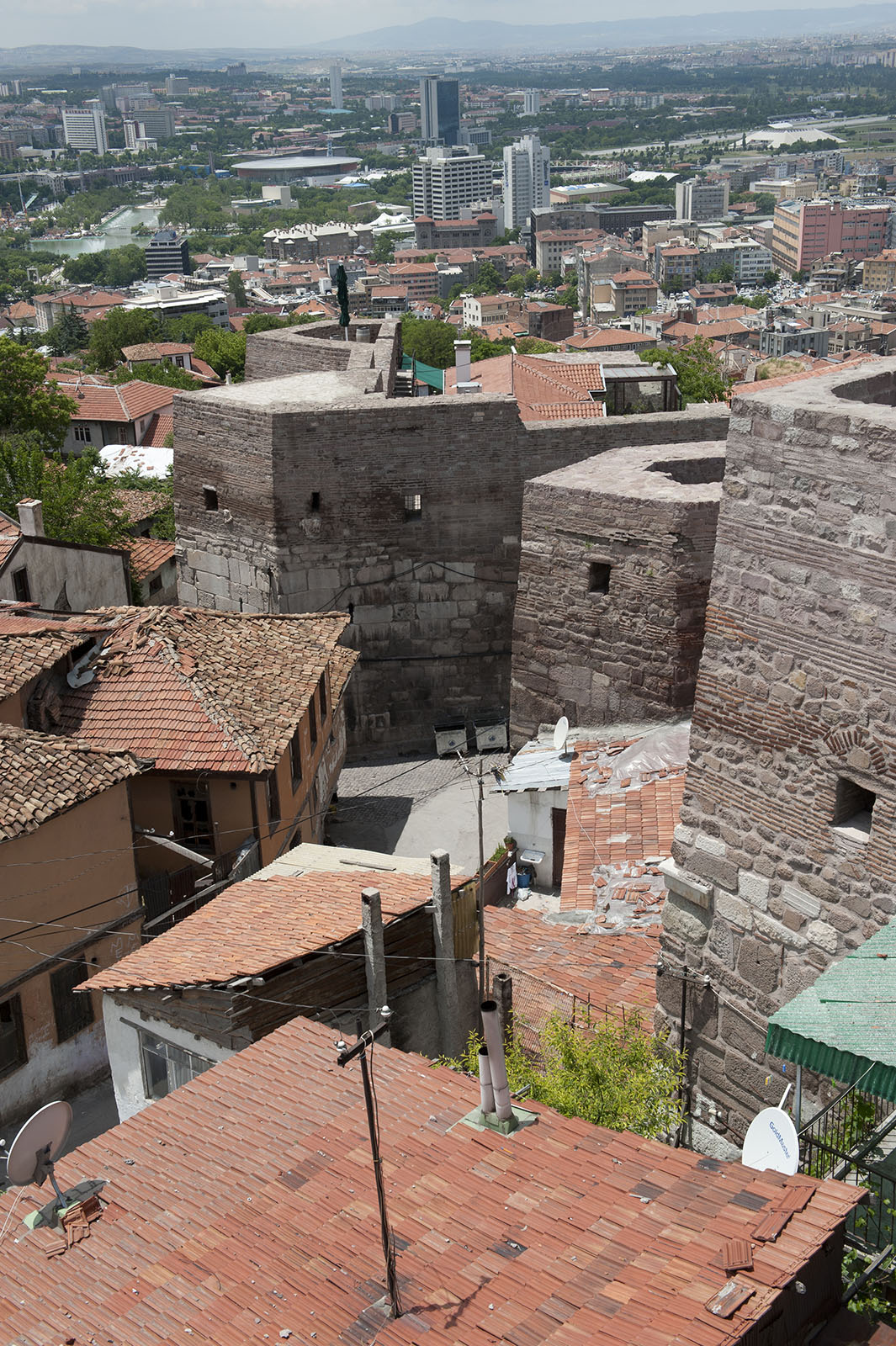
Ankara Castle Inner wall
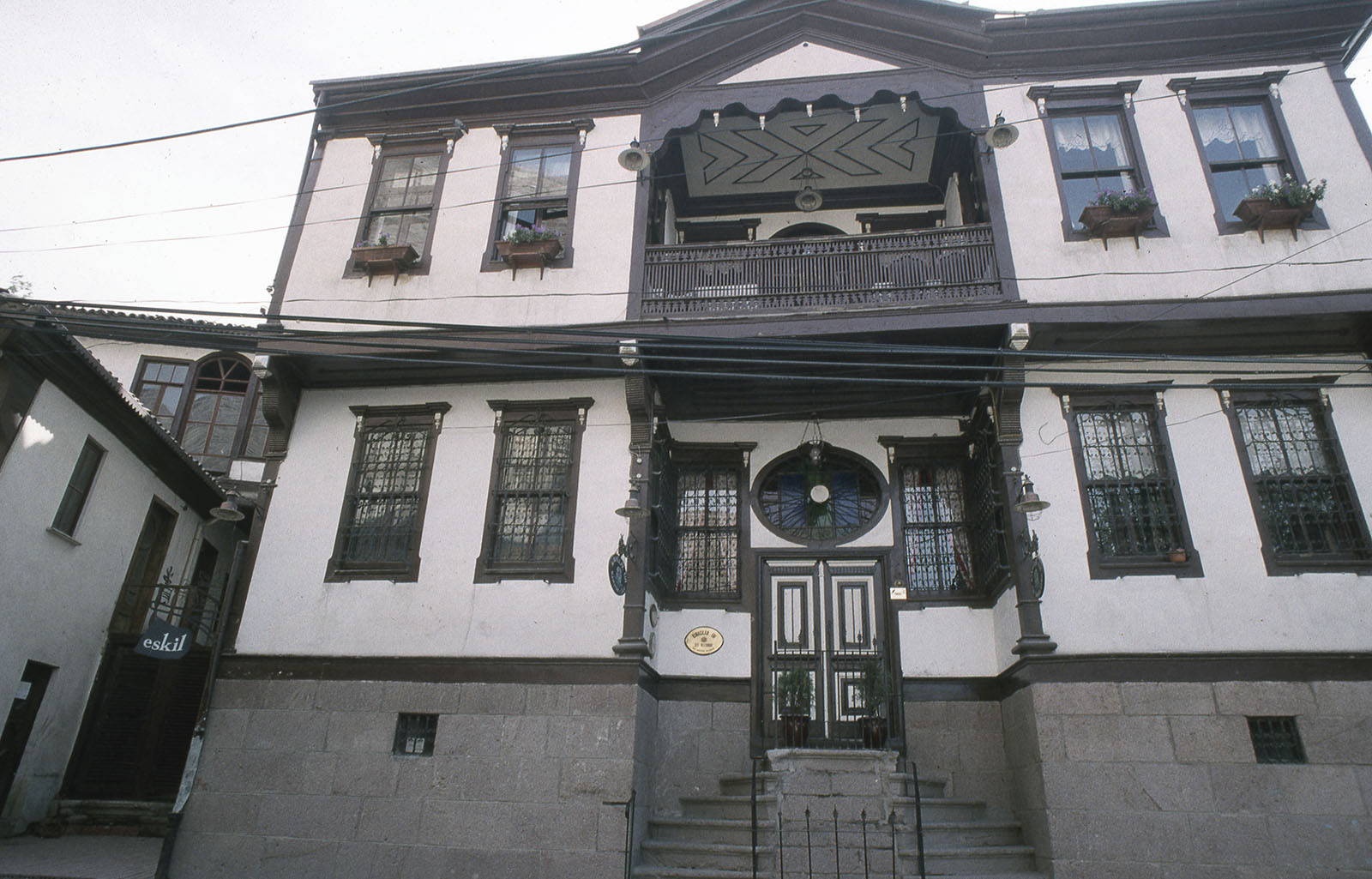
Ankara Castle House
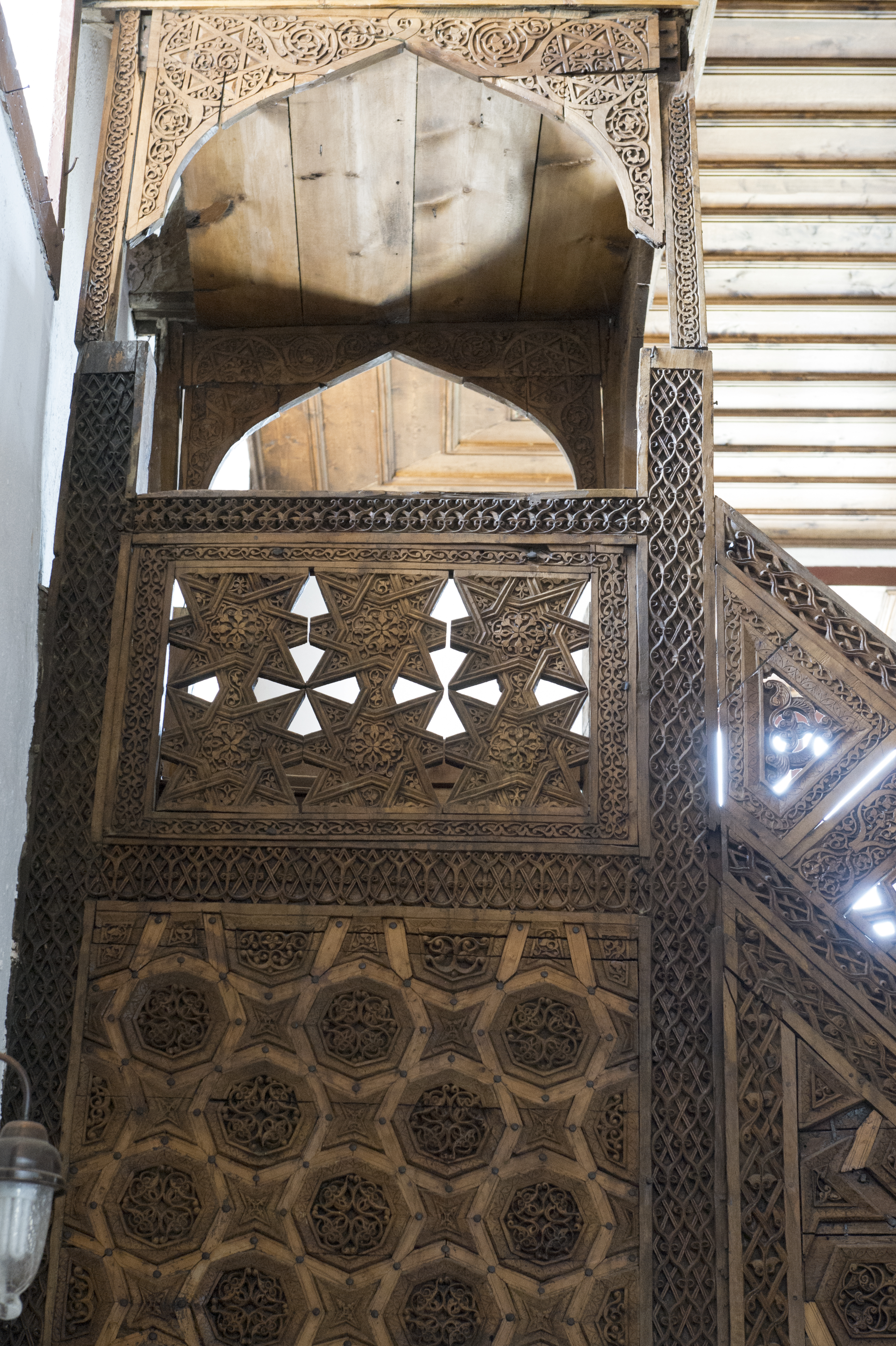
Ankara Castle Allaedin minber
Ankara Castle Allaedin minber detail
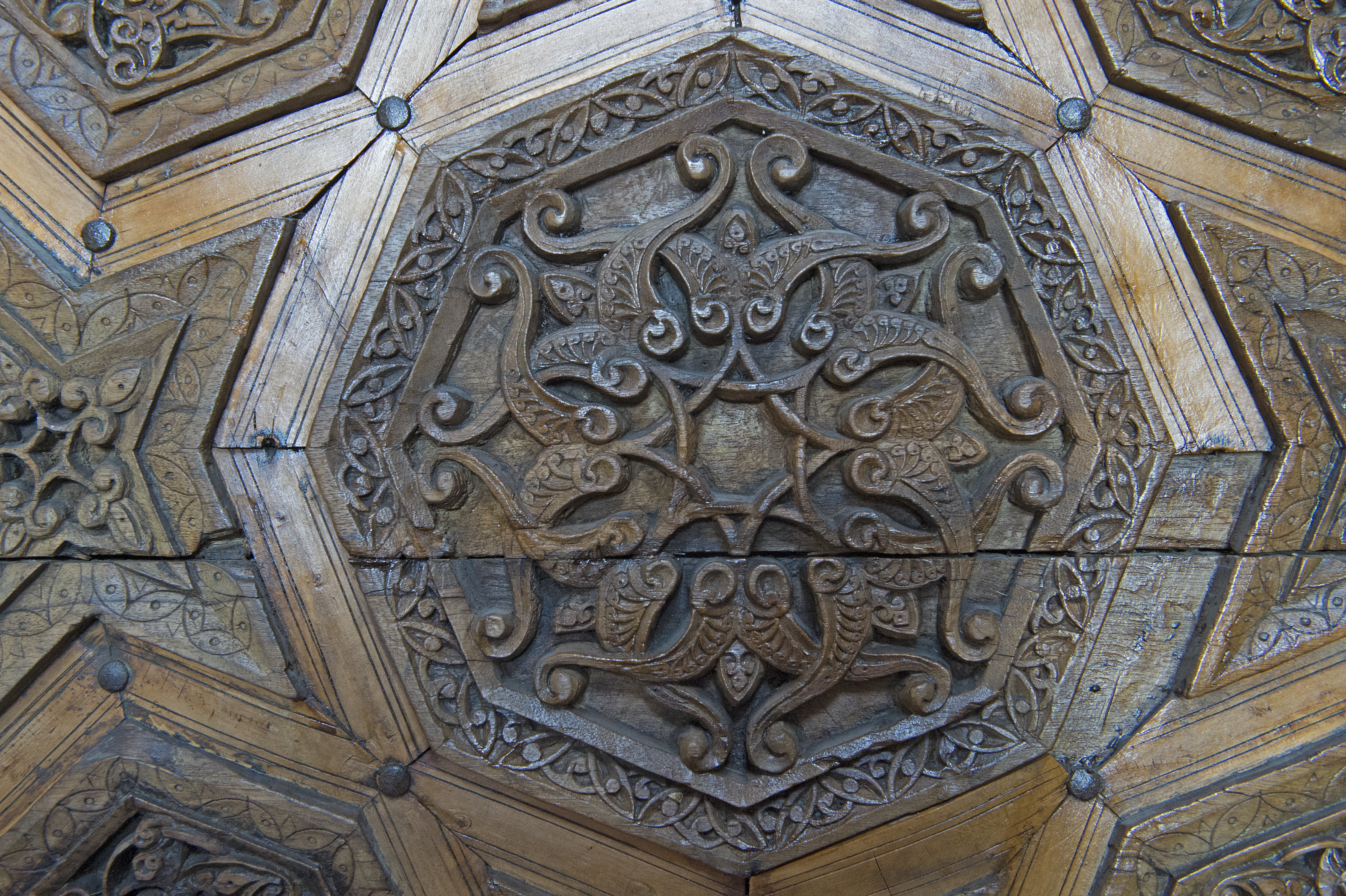
Ankara Castle Allaedin minber detail
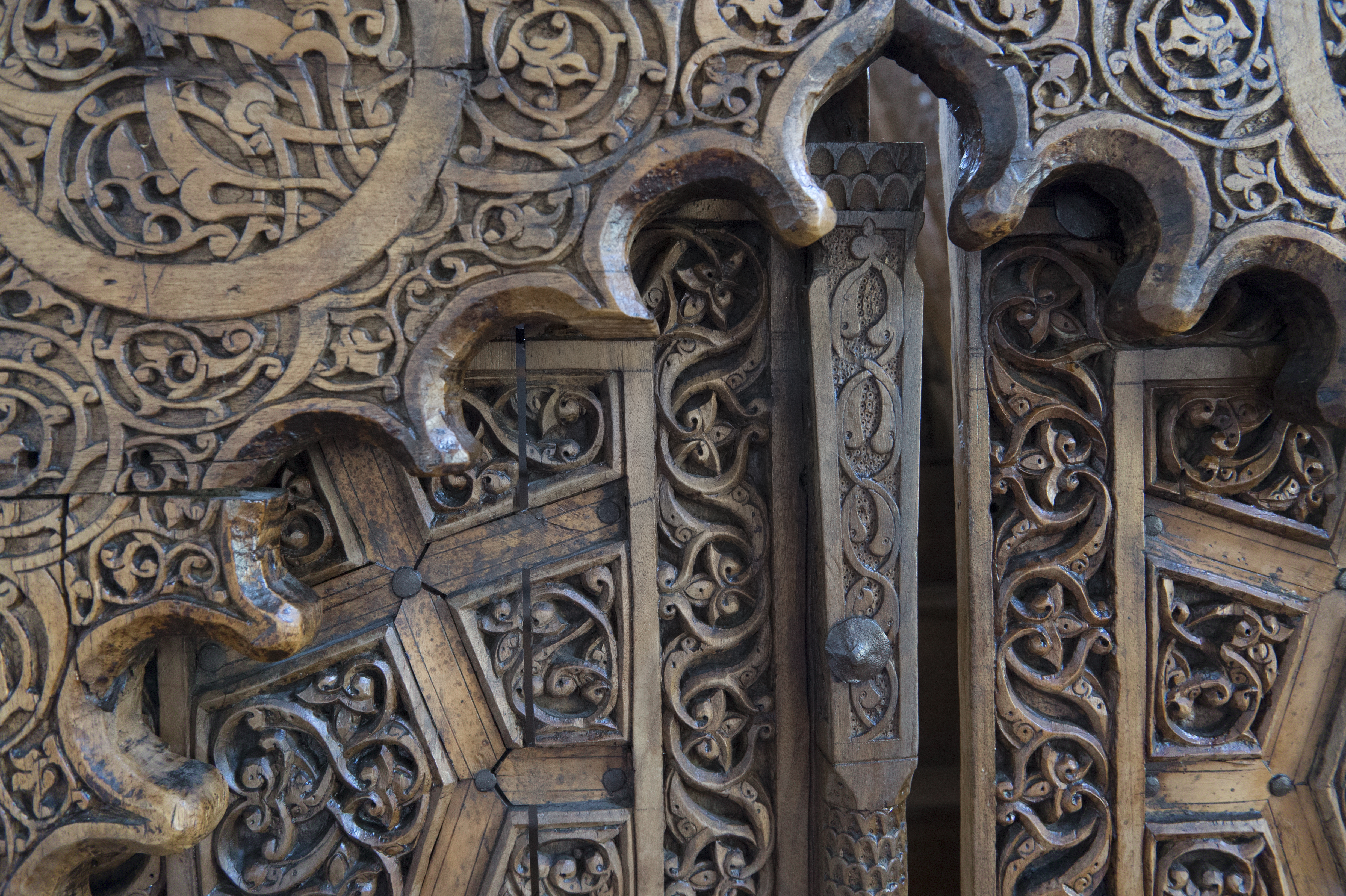
Ankara Castle Allaedin minber detail